# Palazzo Fenzi
Der Palazzo Fenzi, auch Palazzo Fenzi-Marucelli genannt, ist ein historischer Palast im Zentrum von Florenz und befindet sich in der Via San Gallo 10. Heute gehört er zur Universität Florenz und ist Sitz der Fakultät für Geschichte, Archäologie, Geographie, Kunst und darstellende Kunst (SAGAS).

## Geschichte
Ferdinando Ruggieri berichtet, dass das Gebäude das Werk von Giulio Parigi ist (der mit Sicherheit an dem Projekt beteiligt war, indem er den Entwurf für ein Wappen lieferte). Mit Ausnahme dieses Eintrags wird in der Literatur einhellig Gherardo Silvani als Planer genannt, dessen Bau 1628–1630 für die Familie Castelli begonnen wurde, und zwar in einem Gebiet, in dem zwischen 1618 und 1638 elf kleine Häuser von den Castelli erworben wurden, darunter laut Federico Fantozzi auch eines von Benedetto da Maiano.

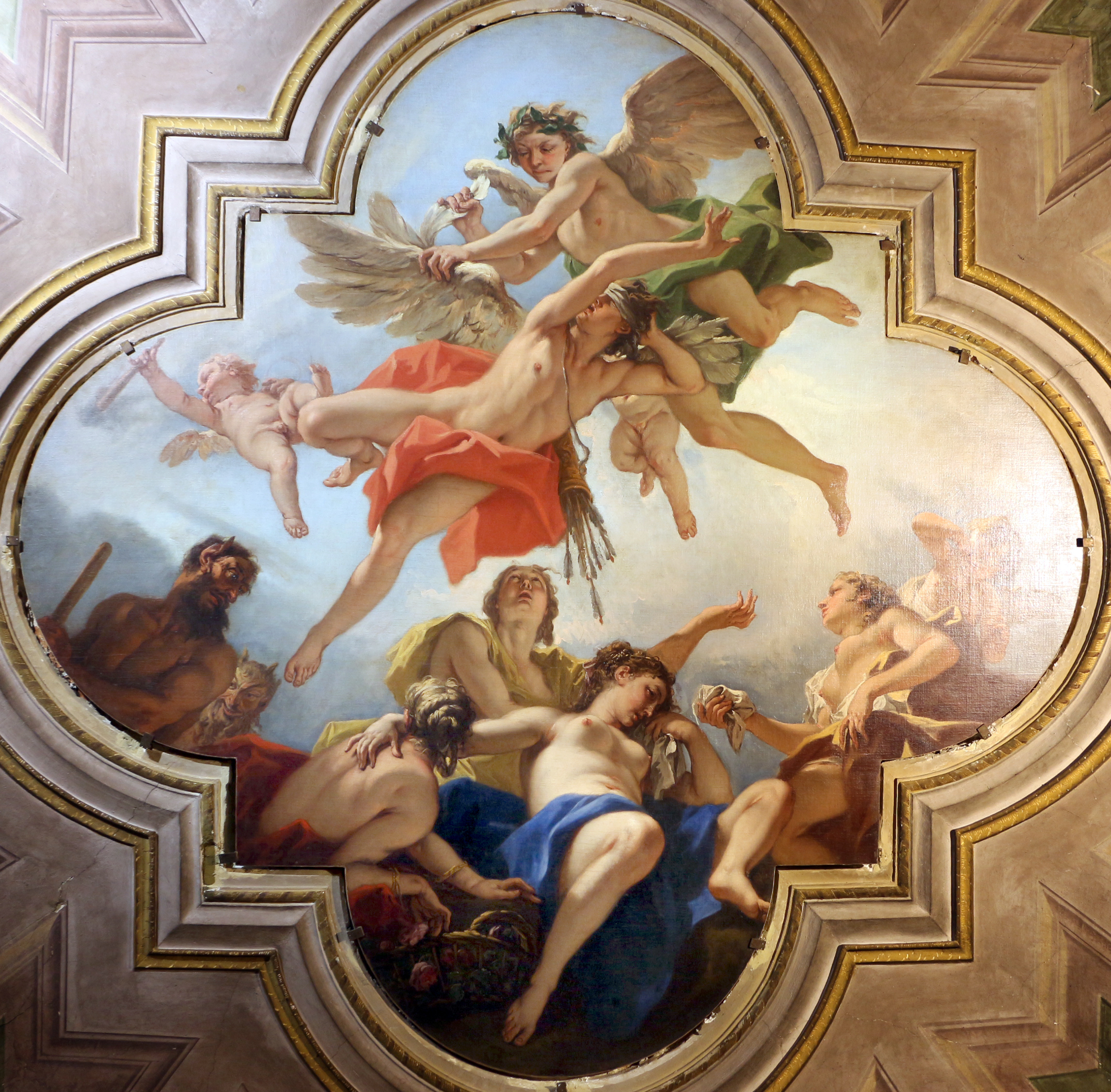
Die bestrafte Liebe, von Sebastiano Ricci

Der Palazzo wird von Filippo Baldinucci als „eines der schönsten und edelsten Gebäude, die in Florenz von anderen Herren in diesem Jahrhundert errichtet wurden“ bezeichnet. Es wird auch im Reiseführer von Giovanni Cinelli Calvoli und Francesco Bocchi erwähnt: „Es hat eine schöne und verzierte Fassade und eine kleine Terrasse, deren Kragsteine zwei Harpyien sind, die sehr geschickt und mit großer Sorgfalt von Ferrucci angefertigt wurden, und außerdem gibt es einen ummauerten Bereich, der mit einem guten Abstand zur Via Larga korrespondiert, ein sehr wertvolles Merkmal“.
Mit diesen Merkmalen wurde der Palast 1659 von der Familie Marucelli geerbt, die in der zweiten Hälfte des 17. Jahrhunderts im Zusammenhang mit der Heirat von Giuseppe Marucelli und Maria Francesca di Palla Rucellai (1672) Erweiterungsarbeiten durchführte, die zur Errichtung von zwei Seitenflügeln führten, wie es auf den Tafeln von Ferdinando Ruggieri dokumentiert wird. Im 18. Jahrhundert erlebte der Palast seine größte Blütezeit und wurde mit bedeutenden Fresken in den Räumen des Erdgeschosses, darunter Werke von Sebastiano Ricci aus den Jahren 1706–1707, sowie mit der Ausschmückung der Kapelle mit Stuckarbeiten von Giovanni Battista Ciceri und der Nische im Erdgeschoss bereichert. Die 1748 eröffnete Baustelle hinter dem Gebäude, die sich bis zur Via Larga (der heutigen Via Camillo Cavour) mit ihren Gemüsegärten erstreckte, war für den Bau eines völlig autonomen Gebäudes bestimmt, das die reiche Bibliothek von Francesco Marucelli beherbergen sollte. Die Bibliothek, die erste ihrer Art in Florenz, wurde 1752 in einem vom Architekten Alessandro Dori entworfenen Gebäude für die Öffentlichkeit zugänglich gemacht.

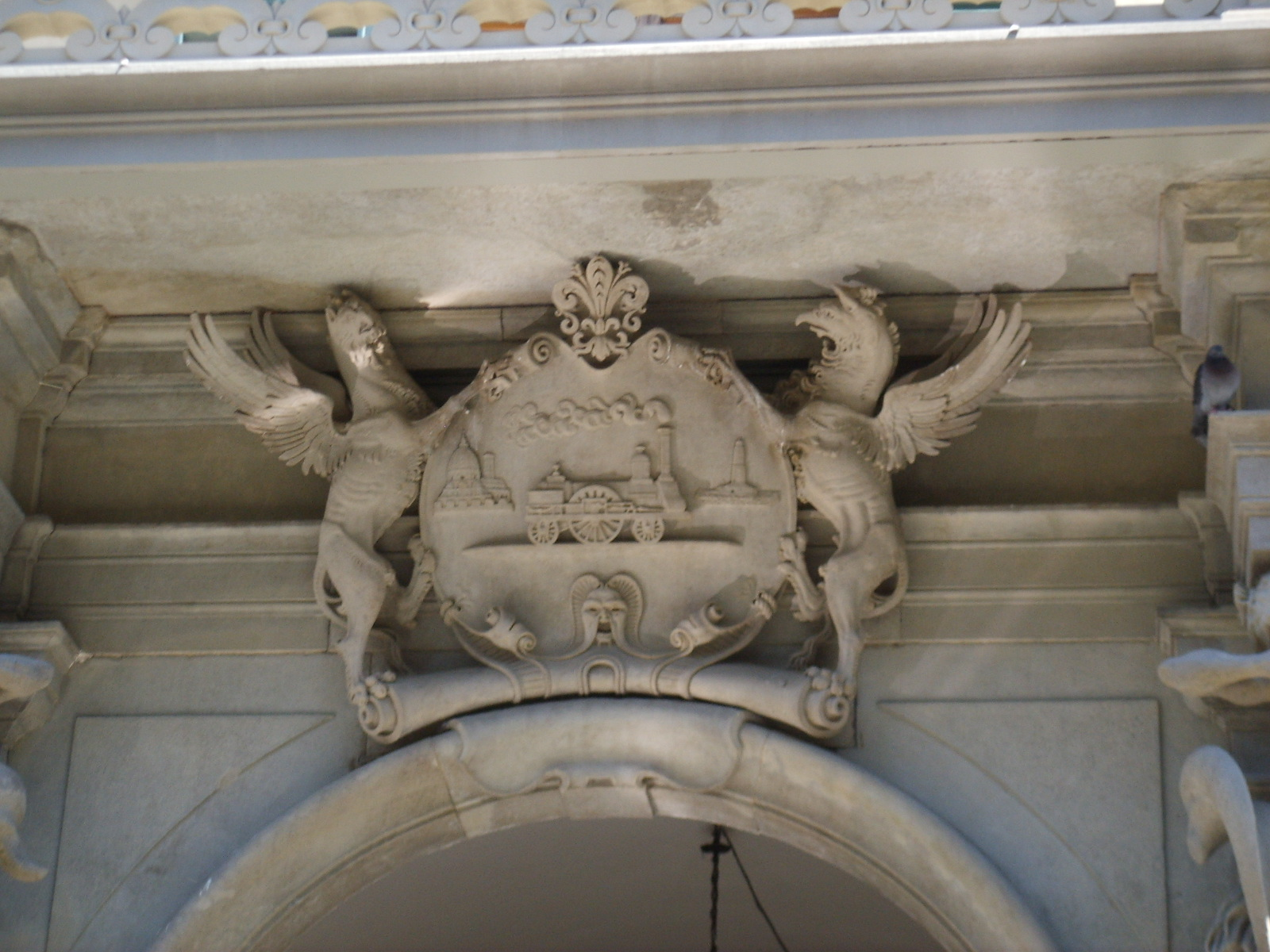
Wappen der Familie Fenzi

Der Palast wurde 1783 von der Familie Brunaccini erworben und gehörte 1829 Emanuele Fenzi, einem bedeutenden Bankier und Erbauer der Leopolda-Eisenbahn, der nicht nur mit der Eisenbahn, sondern auch mit dem Tabakhandel reich geworden war. Er und seine Familie nahmen weitere Veränderungen am Gebäude vor, indem sie das Innere umgestalteten und auch teilweise die Fassade veränderten. In diesem Zusammenhang wurde, wie Federico Fantozzi (1843) feststellte, „das prächtige korinthische Gesims“ 1834 nach einem Entwurf des Architekten Giuseppe Martelli (Steinornamente von Luigi Giovannozzi) errichtet, der auch die Arbeiten für den Innenausbau (Tanzsaal und Mobiliar, 1840 fertiggestellt) geleitet hatte. Im Jahr 1860 wurde der Architekt Mariano Falcini mit weiteren Innenausbauten betraut, und wahrscheinlich ist die Treppe, die oft Martelli zugeschrieben wird, auf diese Bauarbeiten zurückzuführen.
Ein schwerer Unfall auf der Straßenbahnlinie Florenz-Fiesole im Jahr 1890, die von der Familie Fenzi finanziert und erst wenige Wochen zuvor eingeweiht worden war, forderte den Tod mehrerer Fahrgäste und führte zu hohen Entschädigungszahlungen. Die Fenzi-Bank geriet durch einen Bargelddiebstahl eines unehrlichen Kassiers in eine Krise und noch im selben Jahr wurde der Familienpalast von der Banca Nazionale Toscana gekauft. Das Gebäude wurde 1891 nach einem Entwurf des Architekten Riccardo Mazzanti umgebaut, wobei der Innenhof überdacht und in einen Schalterraum für die Bank umgewandelt wurde.
Zwischen 1908 und 1912 befand sich hier das Institut français de Florence, das erste von Frankreich im Ausland gegründete Kulturinstitut.
Im Jahr 1971 wurde der Komplex von der Università degli Studi gekauft und ab 1975 (nach dem fortschreitenden Alterungsprozess der Steinelemente der Fassade und dem daraus resultierenden Abbruch einiger Elemente des Gesimses) wurden sowohl an der Fassade als auch in den Innenräumen komplexe Restaurierungsarbeiten durchgeführt, die dem Gebäude seinen Charakter aus dem 17. und, was die Innenräume betrifft, aus dem 18. Jahrhundert zurückgegeben haben.
Heute befinden sich hier der Fachbereich SAGAS (Geschichte, Archäologie, Geografie, Kunst und darstellende Kunst) der Universität Florenz.

## Beschreibung

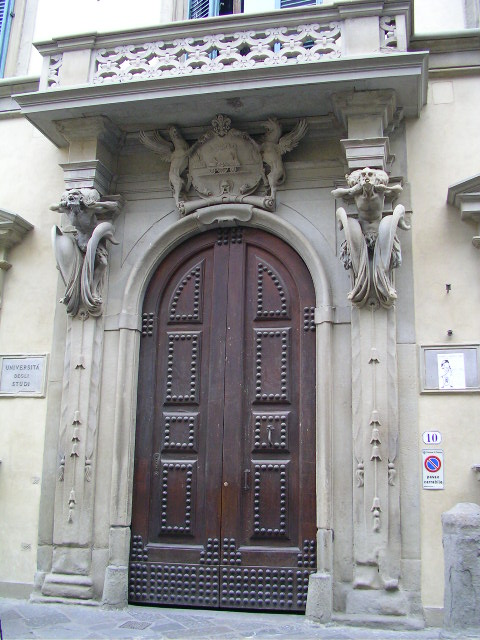
Das Portal von Silvani mit den Satyrn von Curradi und dem Wappen der Fenzi aus dem 19. Jahrhundert

Die Fassade des Palastes entspricht trotz der geschichtlichen Veränderungen noch immer dem Entwurfs von Gherardo Silvani: Sie ist in sieben Achsen gegliedert und zeichnet sich im Erdgeschoss durch Finestra inginocchiata mit dreieckigem Tympanon, im ersten Stock durch geschwungene, auf dem Gesims ruhende Tympana und im Obergeschoss durch fast quadratische und trapezförmige Fenster aus. Das Besondere an diesem Entwurf ist jedoch das große, gerippte Portal in der Mitte, über dem sich eine kleine Terrasse befindet, die von Kragsteinen mit grotesken Satyrfiguren gestützt wird, die in kapriziöse Voluten eingebettet sind (die einen angenehmen Kontrast zu der maßvollen Gestaltung der Fassade bilden). Es handelt sich um ein Werk von Raffaele Curradi, das von Filippo Baldinucci auf das Jahr 1634 datiert und von ihm ausführlich gelobt wird, weil es „zugleich Freude und Erstaunen“ hervorruft. Die Fenstergitter im Erdgeschoss ruhen auf bronzenen Schildkröten.
Das große Fenster, das sich zur Achse hin öffnet, wird von einem Schild mit dem Wappen der Fenzi gekrönt (eine linke Hand hält eine Gartenlilie und der Schildkopf der Anjou), das ein früheres Wappen der Familie Castelli ersetzt, das von Pietro Paolo Anderlini nach einem Entwurf von Giulio Parigi ausgeführt wurde. Aus dem 19. Jahrhundert und mit einem klaren Hinweis auf die Verdienste der Fenzi ersetzte ein von zwei Greifen getragenes Oval mit einer Lokomotive zwischen der Kathedrale von Florenz und dem Fanale-Turm in Livorno (nach einem Entwurf von Giuseppe Poggi) einen vorheriger Doppeladler. Es ist eine deutliche Anspielung auf das wirtschaftliche Vermögen der Fenzis, der Eisenbahnlinie Florenz-Livorno, mit dem Motto In Labore Virtus.
Auf dem Bogen der Einfahrt auf dem linken Flügel befindet sich ein Schild mit dem Wappen der Familie Castelli (azurblau, ein Boot schwimmt auf dem Meer und ein achtzackiger Stern im Schildkopf).

### Innen

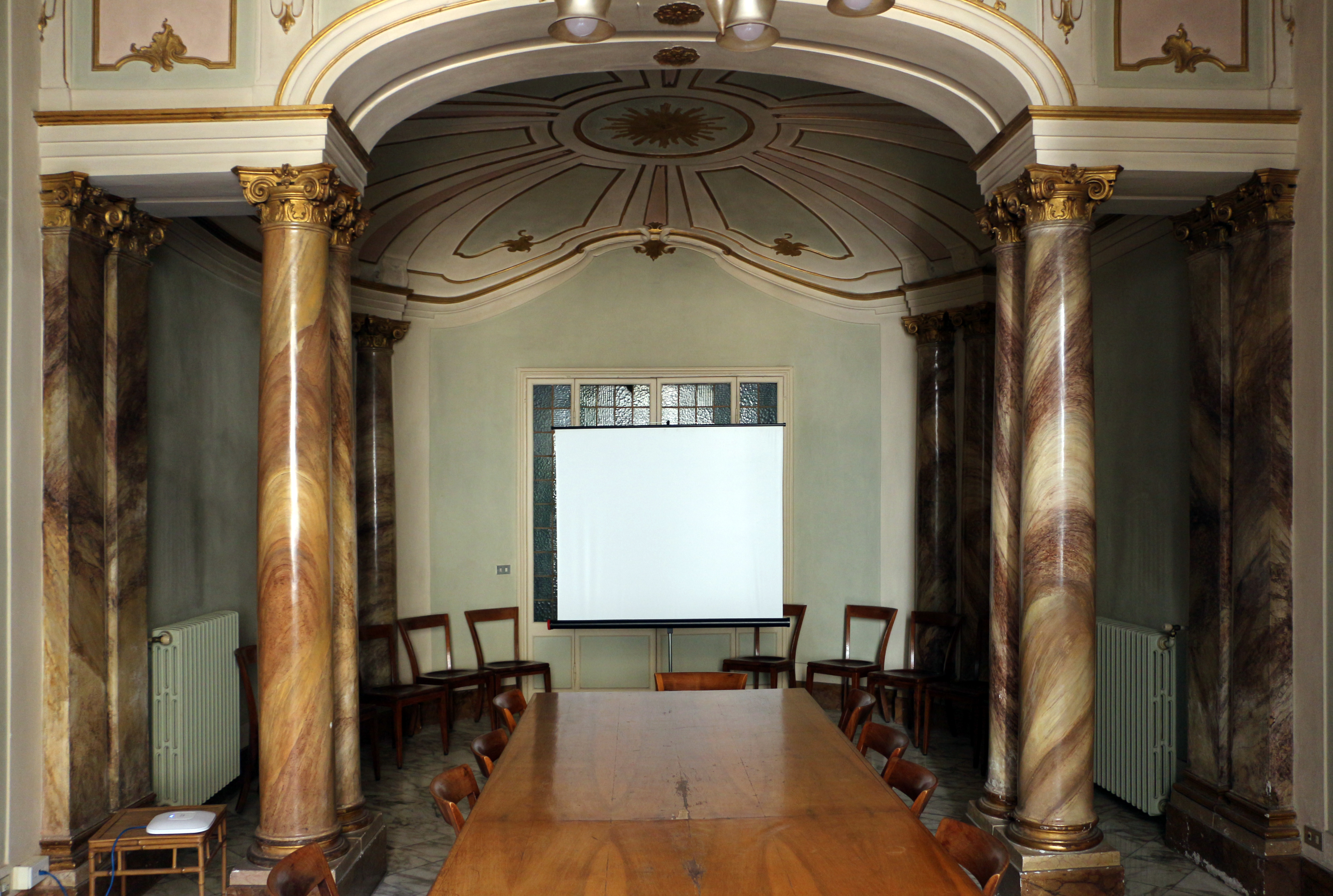
Alkoven

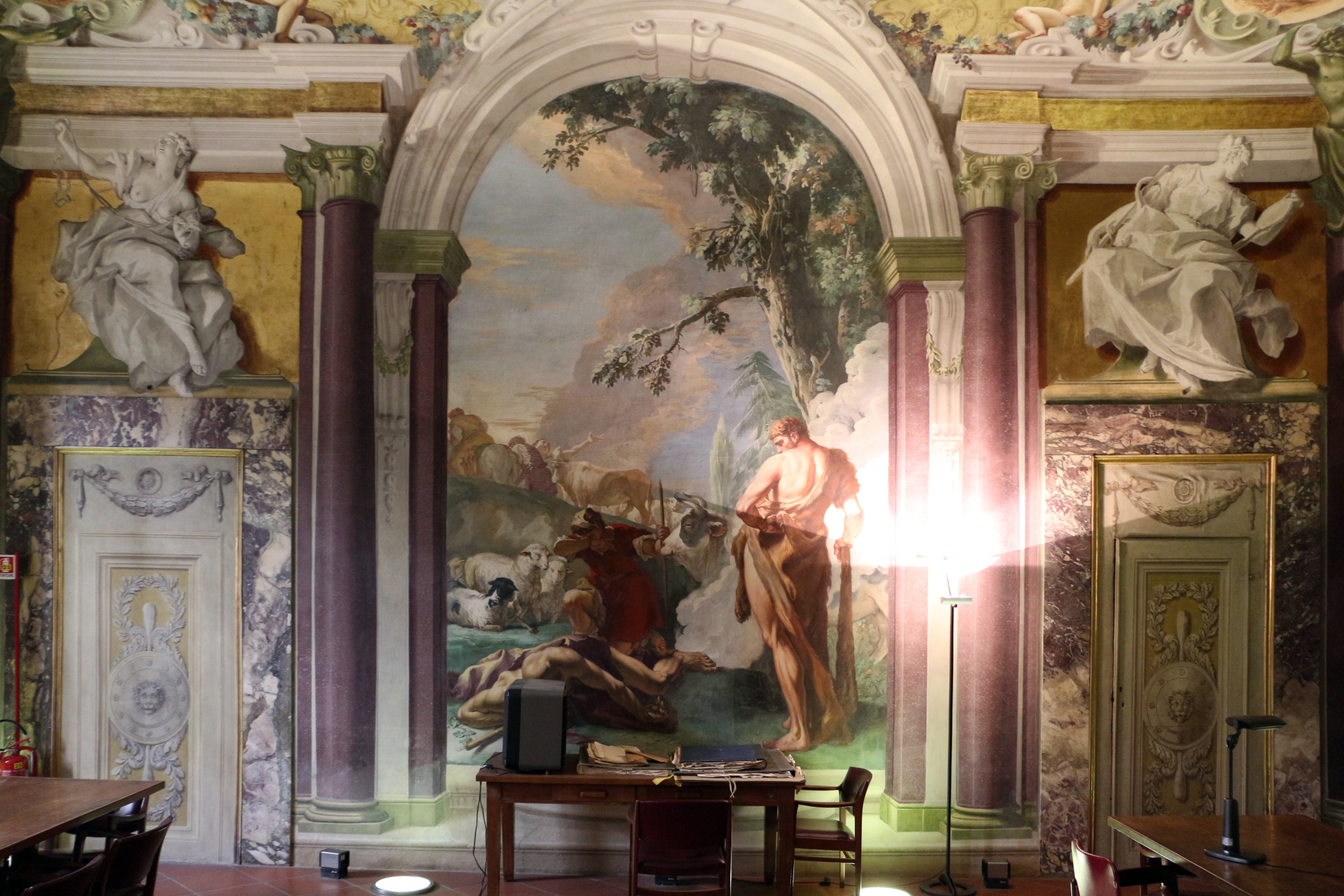
Der Saal des Herkules mit Fresken von Sebastiano Ricci

Das Erdgeschoss wurde, wie bereits erwähnt, zwischen 1706 und 1707 von Sebastiano Ricci dekoriert, beginnend mit dem Raum, der auf den inneren Garten ausgerichtet ist und an dessen Decke der Sieg des Mars und die Errichtung des Goldenen Zeitalters dargestellt sind. Bemerkenswert sind auch die großen Stuckfiguren, welche die Ecken des Raumes schmücken: Tritonen und Nereiden von Giovan Martino Portogalli. Vier Gemälde aus dem 17. Jahrhundert mit idyllischen und pastoralen Themen in reich vergoldeten Rahmen vervollständigen die Dekoration.
Der nächste Raum zeigt das Thema der Jugend am Scheideweg, das möglicherweise von Sebastianos Neffen Marco Ricci gemalt wurde. Der folgende „Alkovenzimmer“ ist durch einen abgesenkten Bogen in zwei Bereiche unterteilt und weist in der ersten Hälfte Rokokodekorationen auf. Von hier aus konnte man den „Raum der bestraften Liebe“ betreten, der in Bezug auf die anderen Räume zentral gelegen ist und in früheren Zeiten vielleicht als Vorzimmer diente. Hier ist in den Deckenstuck das Gemälde „Bestrafte Liebe“ von Sebastiano Ricci angebracht, das dem Raum seinen Namen gibt. Im nächsten Raum hingegen ist ein Triumph der Weisheit und der Künste über die Unwissenheit zu sehen, ebenfalls auf Leinwand an der Decke angebracht.
Der Herkulesraum ist vielleicht der Raum mit den schönsten Gemälden, mit Szenen aus dem Herkules-Mythos, die, verbunden mit Trompe-l’œil-Malereien von Giuseppe Tonelli, alle Wände bedecken.
Außerdem gibt es Gemälde von Antonio Puglieschi und Quadraturen von Giuseppe Tonelli.

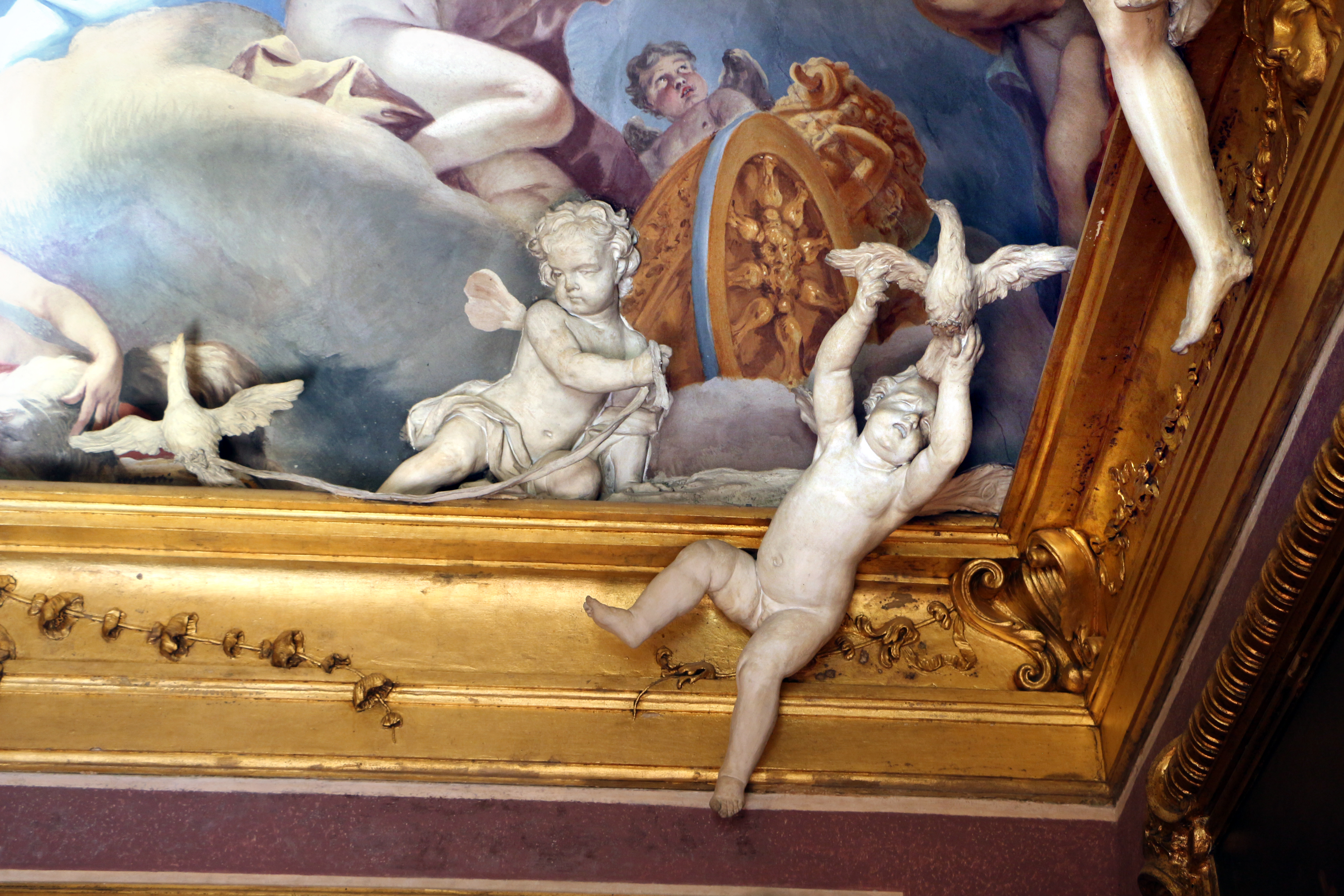
Stuckarbeiten von Giovan Battista Ciceri und Giovanni Baratta im Raum der Jugend am Scheideweg, Fresken von Sebastiano Ricci

Vom Atrium aus führt eine monumentale Marmortreppe, die 1860 von Mariano Falcini im neoklassizistischen Stil entworfen wurde, in das Hauptgeschoss, in dem sich weniger opulente, aber dennoch wertvolle Räume befinden, die vor allem auf die um 1860 durchgeführten Renovierungsarbeiten von Giuseppe Martelli zurückzuführen sind. Der große Ballsaal, heute die Aula Magna, weist Friese mit mythologischen Motiven in Grisaille auf, ein Werk von Antonio Marini.
In einem Raum auf der Nordseite des Innenhofs wurden unter dem Putz Reste von Fresken aus dem 17. Jahrhundert freigelegt, die Cosimo Ulivelli zugeschrieben werden und wahrscheinlich zu einem größeren Zyklus gehören, und zwar in einem ehemaligen Salon, der heute durch die Aufteilung in Ateliers für Professoren völlig zerstört ist.
Die „Saletta del Bagno Veneziano“ ist im neugotischen Stil dekoriert, der die Wirkung von weißem Marmor auf blauem Hintergrund wiedergibt. Die anderen Räume im ersten Stock haben fast alle Kassettendecken mit Stuckmalereien mit naturalistischen Motiven (Blumen und Früchte), mythologischen und allegorischen Szenen im typischen Stil des 19. Jahrhunderts.
Im zweiten Stockwerk befinden sich ebenfalls Fresken aus dem 18. und 19. Jahrhundert.

## Literatur

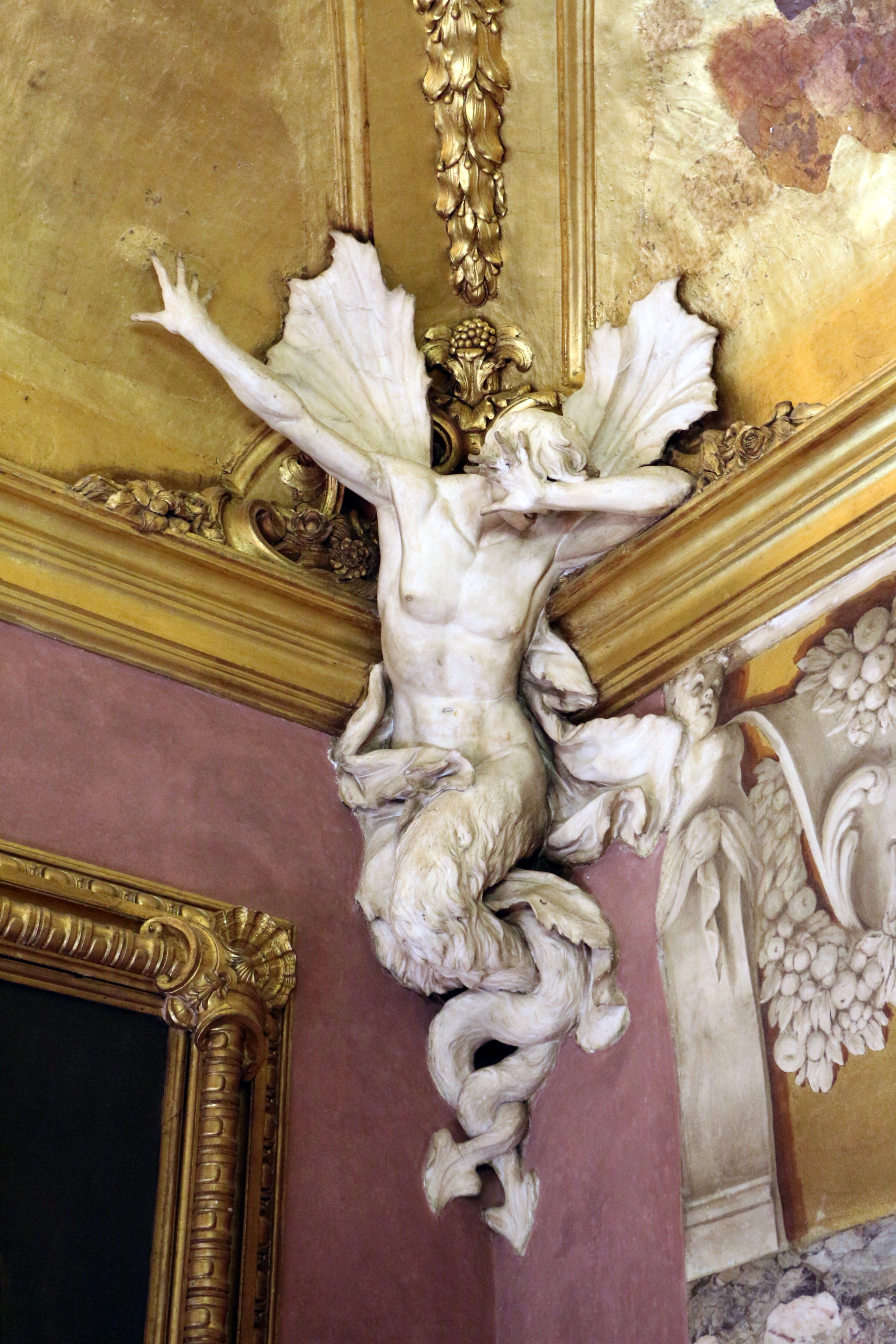
Portogallis Stuckarbeiten im Kriegsraum